# 道河镇
道河镇，是中华人民共和国黑龙江省牡丹江市东宁市下辖的一个乡镇级行政单位。

## 行政区划
道河镇下辖以下地区：
道河村、和平村、小地营村、通沟村、岭后村、砬子沟村、洞庭村、岭西村、跃进村、西河村、东村、西村、土城子村、八里坪村、沙河子村、奋斗村、前进村和兴东村。